# Chevrolet Matiz
Matiz je gradski microvan kojeg je od 1998. do 2005. proizvodila južnokorejska marka Daewoo, a kod nas se od početka 2004. prodavao pod značkom Chevroleta, te je bio dostupan isključivo u izvedbi s peterim vratima i namijenjen prijevozu do najviše četvero putnika.

## Prva generacija
Matiz je u ponudi zamijenio model Tico, a nakon uvođenja na tržište četiri je godine za redom bio najprodavaniji automobil marke Daewoo na europskom tržištu. 2002. predstavljen je lagano redizajniran model, a u ožujku 2005. i Matizov nasljednik Spark, koji se na našem tržištu prodaje od početka lipnja iste godine.

### Motori
Matiz pokreću sljedeća dva benzinska motora.
- 0.8 6V - trocilindarski s 51 KS
- 1.0 8V - četverocilindarski sa 63 KS

## Druga generacija
Druga generacija se vodi pod imenom Chevrolet Spark. Predstavljen je u ožujku 2005., a na našem se tržištu prodaje od početka lipnja iste godine.

### Motori
Spark pokreću ista dva benzinska motora kao i njegovog prethodnika Matiza, ali s nešto većom snagom i smanjenom potrošnjom goriva.
- 0.8 6V - trocilindarski s 52 KS
- 1.0 8V - četverocilindarski sa 66 KS